# Melolobium subspicatum
Melolobium subspicatum är en ärtväxtart som beskrevs av Paul Conrath. Melolobium subspicatum ingår i släktet Melolobium och familjen ärtväxter. IUCN kategoriserar arten globalt som starkt hotad. Inga underarter finns listade i Catalogue of Life.